# Луперкал

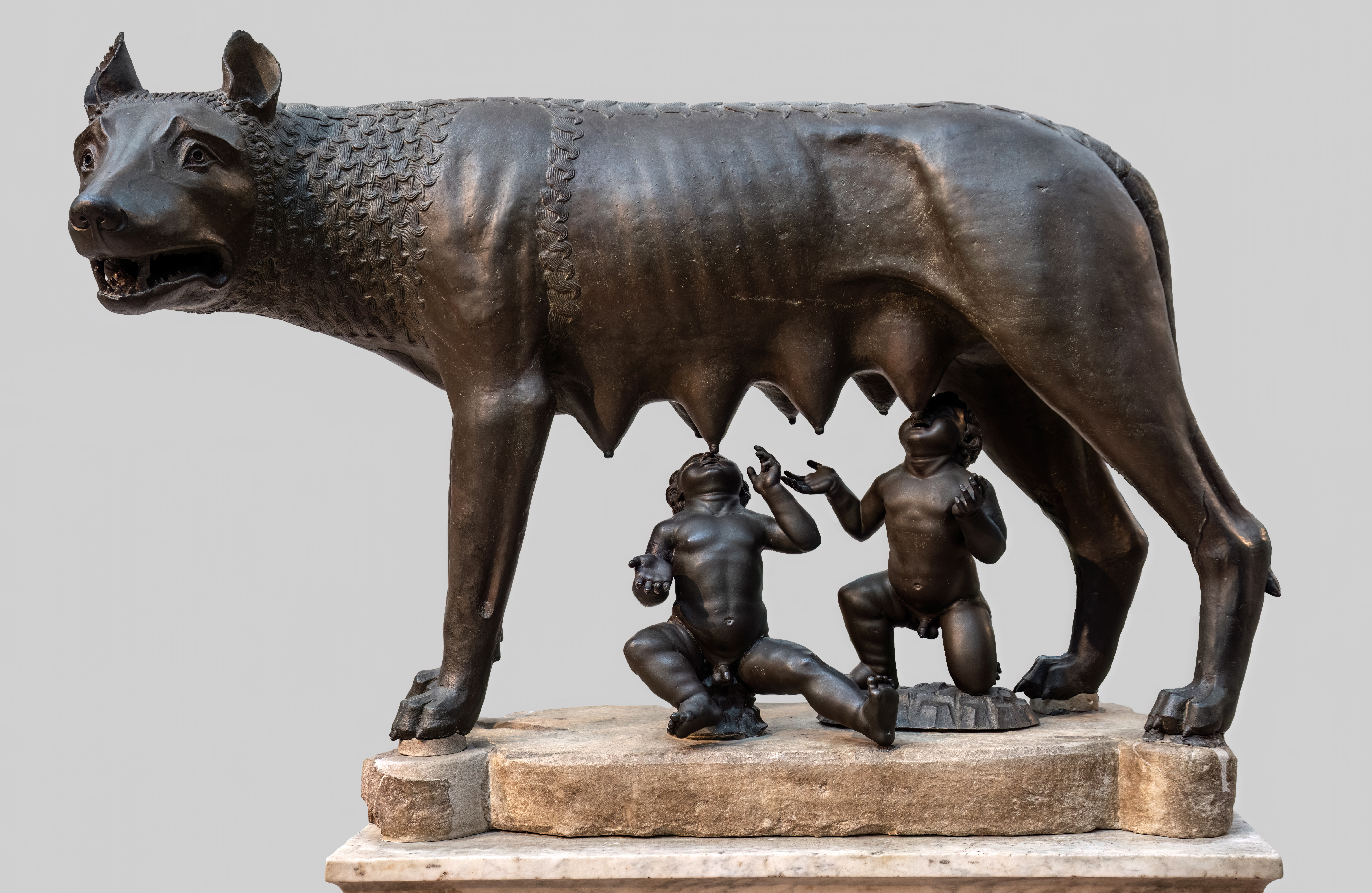
Капітолійська вовчиця

Луперкал — печера на Палатині та одне з найважливіших культових місць у Римі. За легендою заснування міста там вовчиця вигодувала двох близнюків — Ромула і Рема, перед тим як вони заснували місто у 753 до н. е..
Луперкал знаходився у підніжжя Палатину і був обладнаний при Октавіані Августі. Від Луперкала також походить римське свято Луперкалії та колегія жерців — Луперції.
Італійські археологи у 2007 році під час буріння районі палаців на Палатині відкрили печеру на глибині 17 метрів і припускають що це і може бути власне Луперкал.